# Yé-yé
Yé-yé  foi um estilo de música pop surgido na França, Itália, Espanha e Portugal no início da década de 1960. Assim como o Iê-iê-iê brasileiro, o termo "yé-yé" é derivado de "yeah! Yeah!", popularizado por bandas britânicas.

## Portugal
A primeira banda do movimento em yé-yé em Portugal terá sido talvez Os Babies, fundada por José Cid em Coimbra em 1956.  Todavia, outros apontam para o álbum "Os Caloiros da Canção" (1960) lançado pelo duo Os Conchas e Daniel Bacelar como o primeiro disco de yé-yé português.  Entre as bandas da época destacam-se Os Ekos, Os Sheiks, Conjunto Académico João Paulo, Os Celtas, Os Demónios Negros, etc. Algumas bandas eram promovidas em concursos regionais, como o Concurso Yé-Yé de 1966 organizado pelo Movimento Nacional Feminino.  Neste movimento vê-se a integração de elementos tradicionais, como a música popular portuguesa e a música académica, com a nova sonoridade de bandas do Surf Rock e Mersey Beat. Exemplos desta integração são Os Morgans, com êxitos como "Amores de Estudantes" (1965), ou Os Tártaros com o single "Oh Rosa Arredonda a Saia" (1964). O movimento yé-yé coincidiu com o regime político autoritário e a Guerra Colonial Portuguesa, sendo que este movimento musical foi um importante meio de irreverência contra o regime mas também de suporte às Forças Armadas de Portugal.